# まにあってます!
『まにあってます!』は、森永あいによる日本の漫画作品。『月刊Asuka』（角川書店）にて2003年8月号より2004年8月号まで連載された。単行本はあすかコミックスより全2巻。マッグガーデンから新装版が全1巻で発売されている。

## 登場人物

### 主人公
北野誉（きたの ほまれ）
本作の主人公。15歳。父親が一ノ蔵家に1000万円の借金をこさえたため、そのカタに一ノ蔵家に預けられた。以後、一ノ蔵家の家政婦として働く高校1年生。天然ボケかつ不思議ちゃんな性格で、トラブルメーカー。正宗のことが大好き。羞恥心が薄く、やや常識に欠けている。頭脳明晰で、鳳院学園に満点の成績で合格し編入した。周囲の学生からは珍妙な目で見られている。一部の層には人気があるらしく、バイトとして写真会が行われた。「です〜」・「ます〜」など、基本的には敬語かつ語尾が伸びる口調である。蘭蘭とは仲の悪い嫁姑的関係。人の名前をよく間違える癖がある。

### 一ノ蔵兄弟
一ノ蔵正宗（いちのくら まさむね）
一ノ蔵家の長男。鳳院学園高等部3年生。眼鏡をかけたクールな男。女嫌いで、誉に何度か言い寄られている。中等部の頃に彼女がいたことがあるらしい。14年前に母親を亡くし、ややマザコン。蘭蘭を溺愛している。剣道部の主将。誉の天然ボケな行動に気苦労が絶えない。母親の作ってくれたコロッケが好物。
一ノ蔵芳水（いちのくら ほうすい）
一ノ蔵家の次男。鳳院学園高等部2年生。イケメン風の今時の男。物事を面白がる性格。ベッドの下に友人から借りた成人向け雑誌を隠す健全な男子。応援団所属で、盛り上げるためには何でもありな手段に出る。誉によく名前を間違えられる。兄の代わりに、誉の対処を行う。誉とは、そこそこ仲はいい。
一ノ蔵初日（いちのくら はつひ）
一ノ蔵家の三男。鳳院学園中等部2年生。名前の由来は1月1日生まれから。笑顔で明るく無邪気な反面、やや腹黒な性格。誉とは仲がいい。兄弟の中では一番誉を受け入れている。

### その他
一ノ蔵（いちのくら）
一ノ蔵家の主。下の名前は不明。のりおとは親友同士で、彼に貸した借金のカタに誉を預かる。楽天的な性格。誉には甘く、息子達から何かと彼女を庇う。資産家らしく、セカンドハウスがあったり、日本国外に出張したりなど裕福な暮らしを送る。
蘭蘭（らんらん）
正宗の飼い猫。目つきが悪く、頭にはハゲがある。作者曰くマスコット的存在。誉とは仲の悪い嫁姑的関係。
北野のりお（きたの のりお）
誉の父。誉に多額の借金を押し付けた張本人。

## 用語
鳳院学園（ほういんがくえん）
誉達が通う私立の難関校。エスカレーター式で編入生が少ない。大学部以外、過去男子校だった。現在女子が非常に少なく、中・高等部においては、誉が唯一の女子。

## 書誌情報
- 森永あい『まにあってます!』角川書店〈あすかコミックス〉全2巻
  1. 2004年3月17日発売、ISBN 978-4-04-924972-9[1]
  2. 2004年11月17日発売、ISBN 978-4-04-924987-3[2]

- 森永あい『まにあってます! 新装版』マッグガーデン〈BLADE COMICS〉全1巻、2010年1月9日発売、ISBN 978-4-86127-694-1